# Machezero
 (juillet 2021).

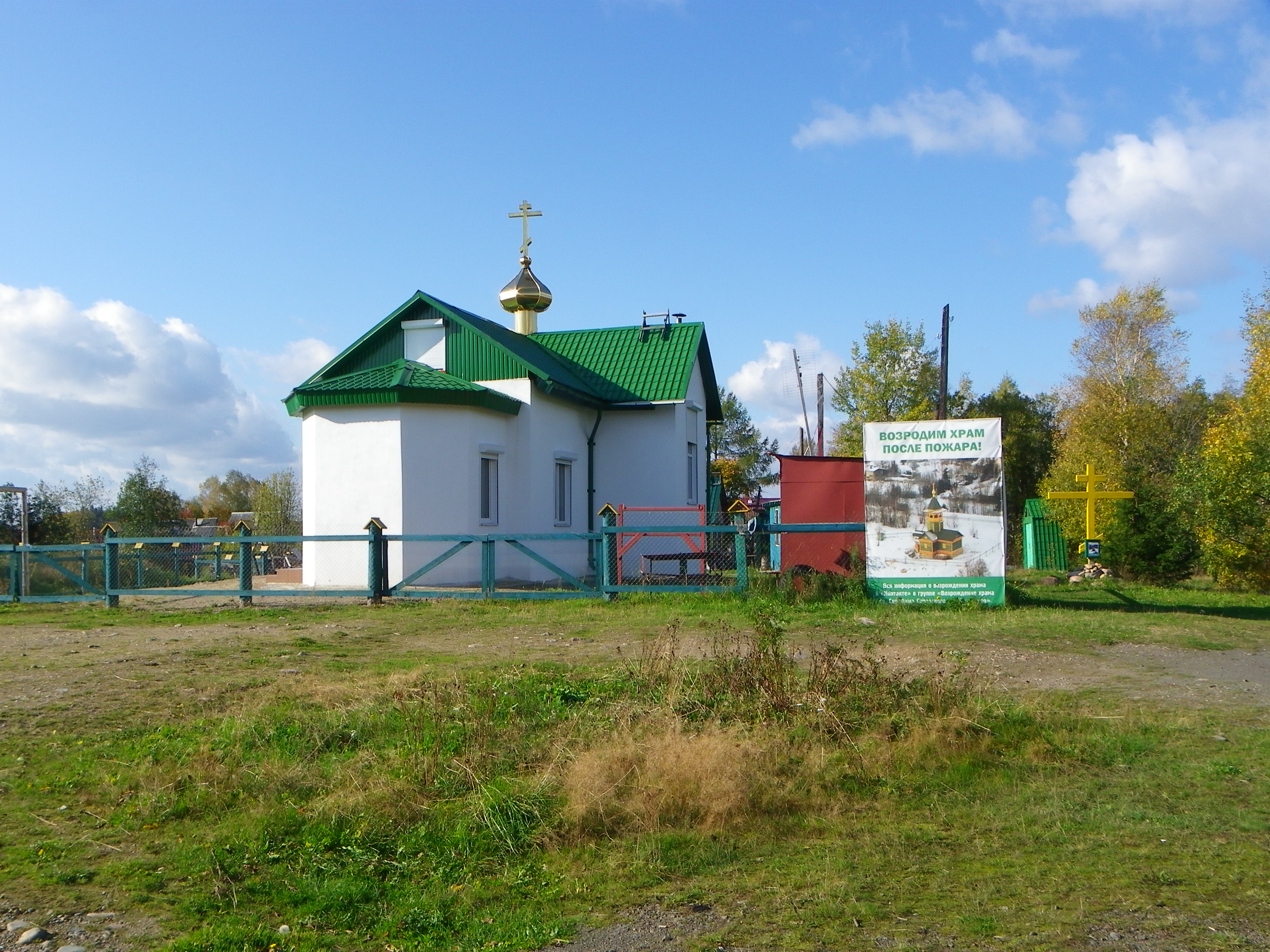
Vue de l'église de Machezero.

Machezero (Ма́шезеро) (carélien : Muašjärvi) est un hameau en république de Carélie (Russie) dépendant du raïon des rives de l'Onega qui fait partie de l'établissement rural de Novaïa Vilga.

## Géographie
Le hameau se trouve sur la rive Nord-Est du lac Machezero à 30 km de Petrozavodsk. C'est un lieu de promenade prisé des habitants de Petrozavodsk et un lieu de vacances d'été pour les propriétaires de datchas.

## Histoire
Le village comptait 207 habitants dans les années 1890. Il y avait deux petites églises de bois (aujourd'hui disparues), l'une sur la rive, dédiée à saint Basile le Grand, et l'autre à l'ouest sur l'île Saint-Élie, dédiée à saint Élie, ancienne église d'un monastère aujourd'hui disparu. Érigée en 1563 
pour desservir un monastère fondé par Joasaph de Machezero, peut-être ancien higoumène du monastère Saint-Alexandre-de-Svir. Le monastère est fermé par le manifeste de 1764 de Catherine II et n'existe plus. L'église est reconstruite sur les fonds du marchand Efim Pimenov dans les années 1860. On y conservait une icône fort révérée localement de saint Élie et un évangéliaire du XVIe siècle,,. Les deux églises ayant disparu, les villageois construisent une église de bois dédiée à saint Séraphin de Sarov en 1904, année de sa canonisation. Elle brûle en 1939.
Le hameau possède aujourd'hui une petite église moderne, placée elle aussi sous le vocable de saint Séraphin de Sarov. Elle dépend de l'éparchie de Petrozavodsk, et dessert les localités environnantes.

## Population
Au recensement de 1905, le village comprenait 201 habitants, presque tous paysans. Il y avait 14 habitants en 2010 et 17 habitants à l'année en 2013. La plupart de ses petites maisons de bois sont désormais des datchas pour la belle saison d'habitants de Petrozavodsk.